# 133 (število)
133 (stó tríintrídeset) je naravno število, za katero velja 133 = 132 + 1 = 134 - 1.

## V matematiki
- sestavljeno število.
- sedmo osemkotniško število {\displaystyle 96=3\cdot 7^{2}-2\cdot 7\,\!}.
- Harshadovo število.
- veselo število.

## Drugo

### Leta
- 133 pr. n. št.
- 133, 1133, 2133